# Solar Dynamics Observatory
El Solar Dynamics Observatory (SDO) és un telescopi espacial que va ser llançat l'11 de febrer de 2010 per estudiar el Sol. És un projecte de la NASA.

## Durada de la missió
La data de llançament va ser l'11 de febrer de 2010 15:23:00 UTC. Actualment la sonda espacial està en fase orbital. La missió hauria de durar cinc anys i tres mesos, però no s'exclou una prolongació d'almenys deu anys. Alguns consideren el Solar Dynamics Observatory (Observatori Solar Dinàmic) com el successor del Solar and Heliospheric Observatory (SOHO).

## Característiques
El vehicle de llançament del telescopi solar espacial va ser un coet d'un sol ús, l'Atles V. El lloc de llançament va ser des del Complex Espacial de Llançament 41, en l'Estación de la Fuerza Aérea de Cabo Cañaveral.

## Telescopi solar espacial
El Solar Dynamics Observatory (SDO) és un telescopi espacial estabilitzat en els seus tres eixos amb alineament solar i dues antenes d'alta recepció.

## Òrbita del telescopi solar
El Solar Dynamics Observatory (SDO) orbita el planeta Terra a uns 36.000 km, amb l'objecte d'estudiar el Sol. L'observatori espacial té una òrbita geosíncrona a 102º de latitud oest, i una inclinació de 28,5º.

## Comunicació
El telescopi espacial solar enviarà les dades científiques (banda Ka) a través de les seves antenes majors i les dades tècniques (banda S), utilitzant les dues antenes omnidireccionals. L'estació a la Terra consisteix en dues antenes amb un radi de 18 metres situades en White Sands, Nou Mèxic. Les antenes es van construir específicament per a aquesta missió. El telescopi solar genera al voltant d'1,5 terabytes de dades per dia. El Solar Dynamics Observatory (SDO) utilitza periòdicament l'Antena Universal Space Network, en Soith Point, Hawái, per proporcionar resolucions addicionals. Els controladors de la missió operaran de forma remota des del centre d'operacions de la NASA al Centre de vol espacial Goddard.

## Instrumentació científica
La instrumentació científica del telescopi solar consisteix en:
- Extreme Ultraviolet Variability Experiment: es tracta d'un instrument que mesura l'emissió de radiació ultraviolada solar amb cadència regular, exactitud i precisió.
- Helioseismic and Magnetic Imager: és un instrument que estudia la variabilitat solar i els diversos components de l'activitat magnètica solar.
- Atmospheric Imaging Assembly: proporciona una imatge del disc solar en les diverses bandes de l'ultraviolat i de l'extrem ultraviolat d'alta resolució temporal i espacial.

## Galeria d'imatges

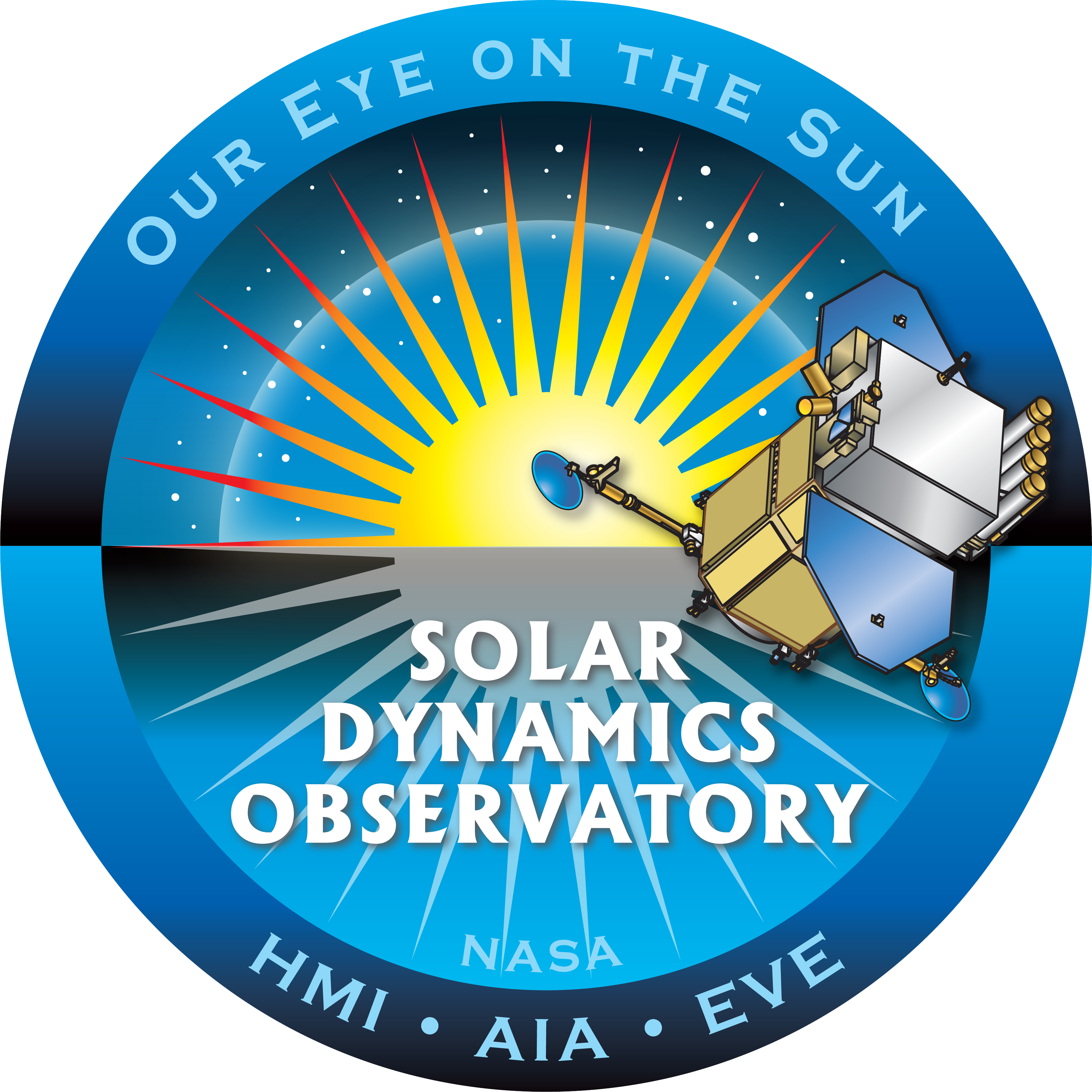
Insignia de Solar Dynamics Observatory."El nostre ull en el sol".
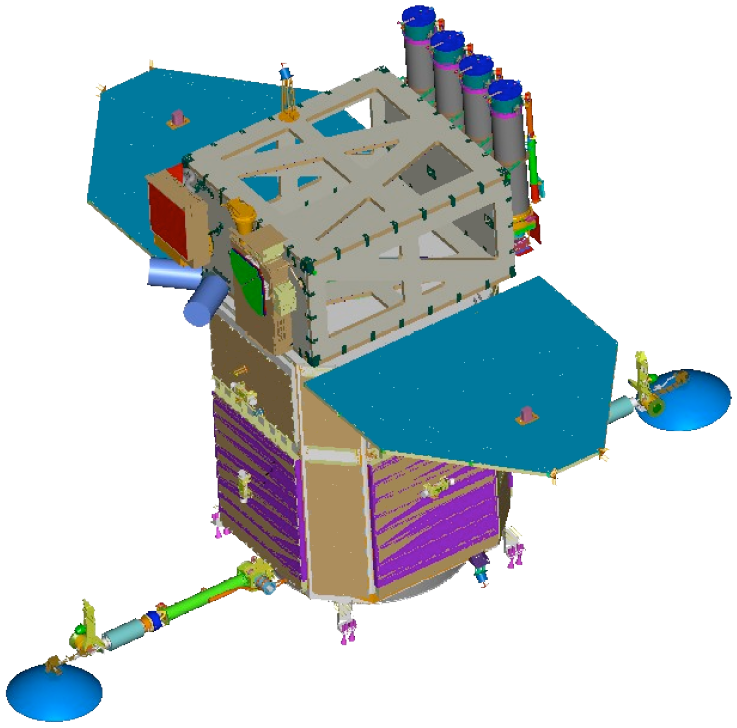
Solar Dynamics Observatory (SDO).
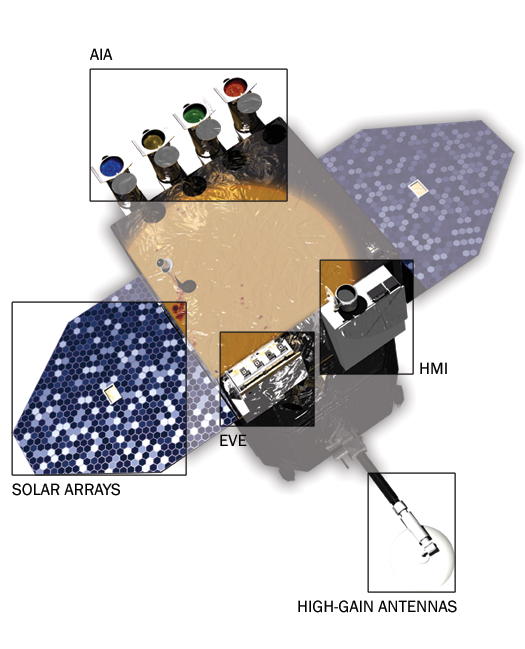
Solar Dynamics Observatory (SDO).

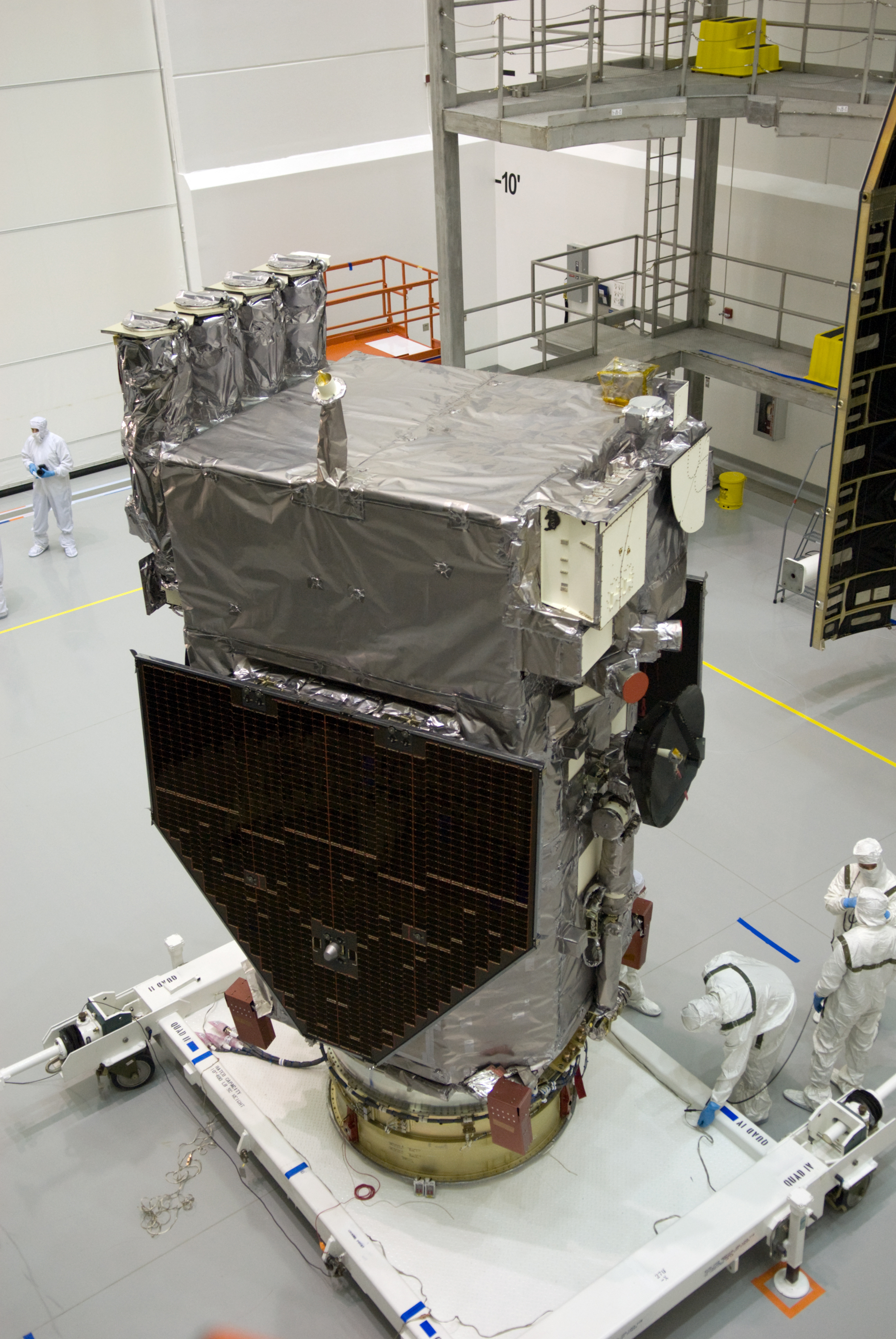
Solar Dynamics Observatory (SDO), Cabo Cañaveral.
- Animació del Solar Dynamics Observatory, des del seu enlairament fins a la seva posada en òrbita al voltant de la Terra..
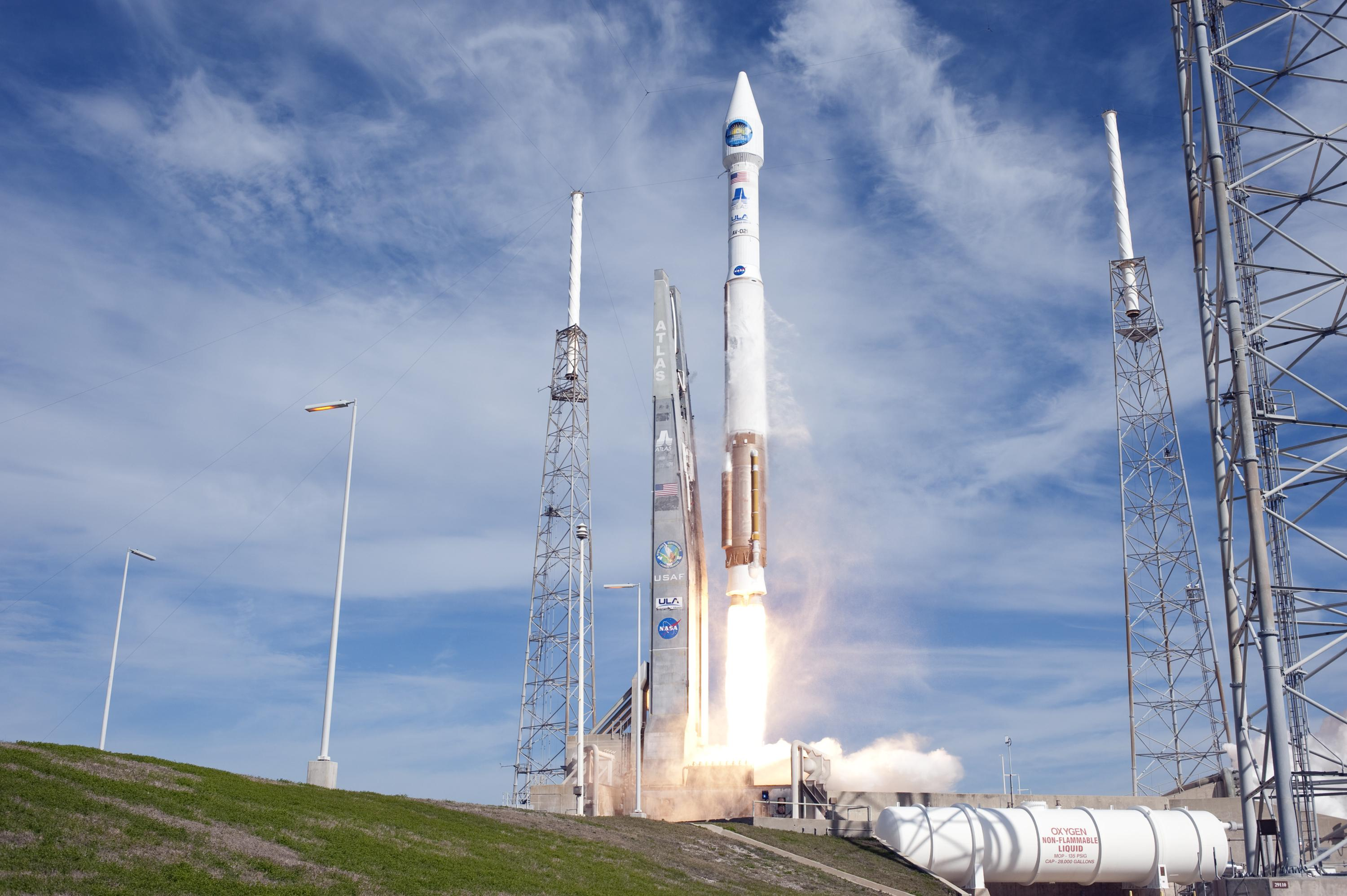
El llançament el dijous 11 de febrer de 2010 15:23:00 UTC.

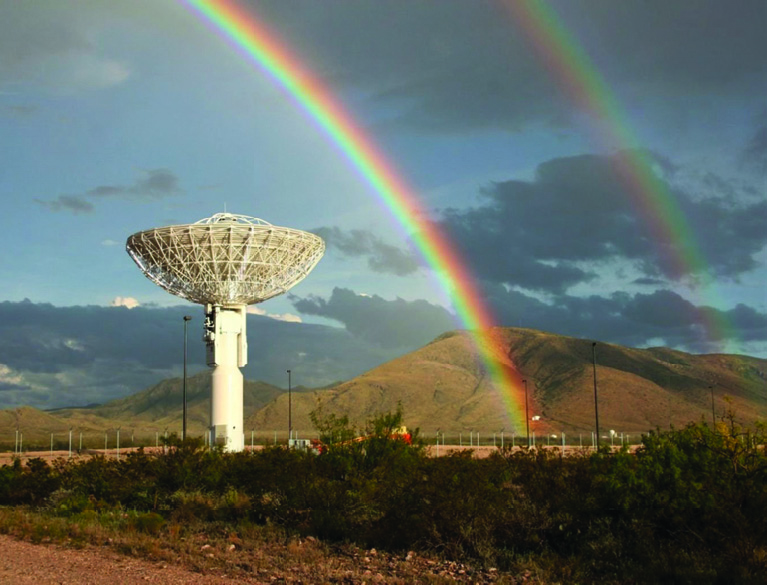
Una de les dues Radio Antenes del Solar Dynamics Observatory, Las Cruces, Nou Mèxic.
- Erupció solar captada pel Solar Dynamics Observatory, 30 de març de 2010.
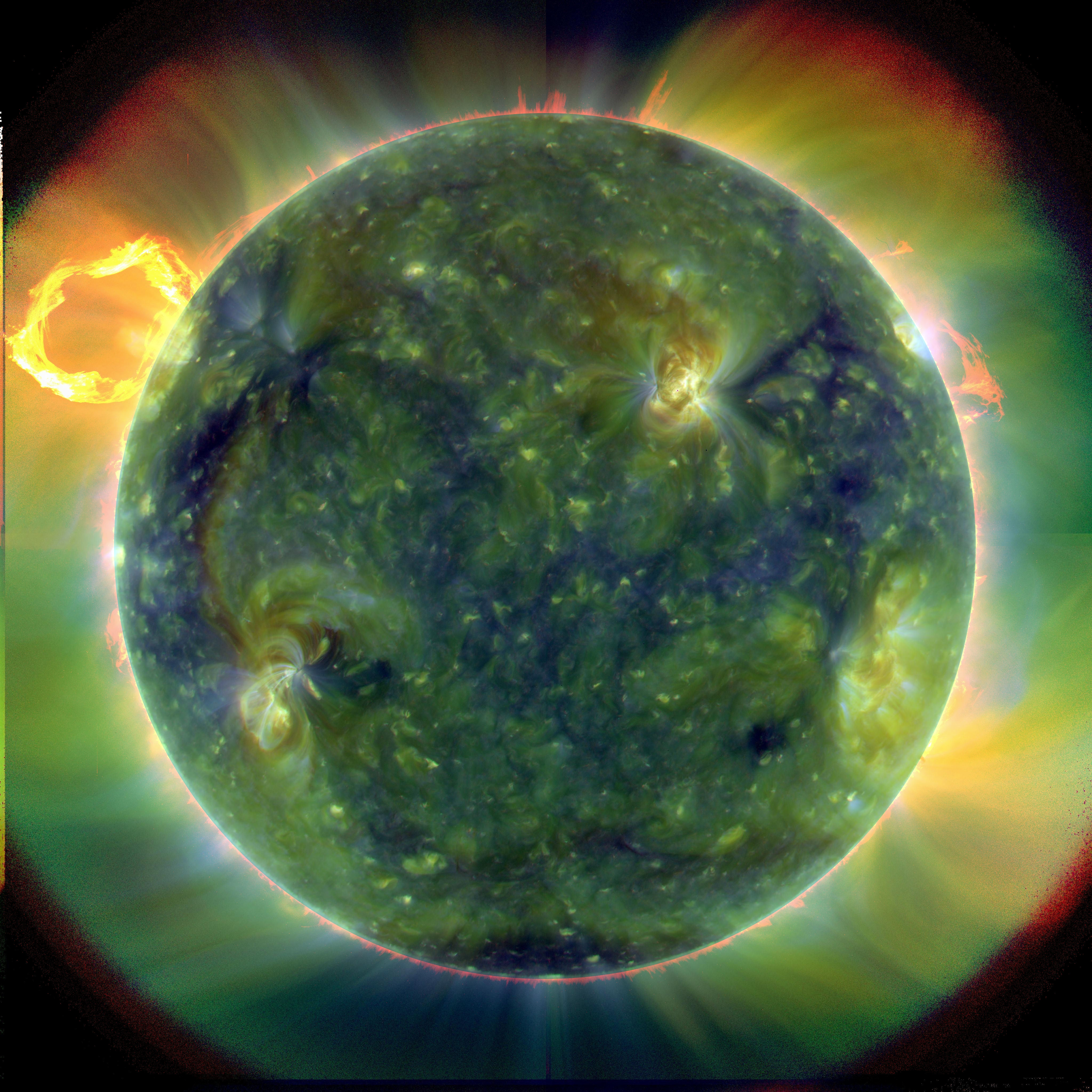
Imatge ultraviolada del Sol. Els colors vermells són relativament freds 60.000 kèlvins; els blaus i verds són calents un milió de kèlvins.